# 单刺拟美丽猛水蚤
单刺拟美丽猛水蚤（学名：Nitocrella unispinosus）为阿玛猛水蚤科拟美丽猛水蚤属的动物，是中国的特有物种。分布于广东等地，主要栖息于江河沿岸带沙质底清澈的水中。